# Passiflora mooreana
Passiflora mooreana är en passionsblomsväxtart som beskrevs av William Jackson Hooker. Passiflora mooreana ingår i släktet passionsblommor, och familjen passionsblomsväxter. Inga underarter finns listade i Catalogue of Life.

## Bildgalleri

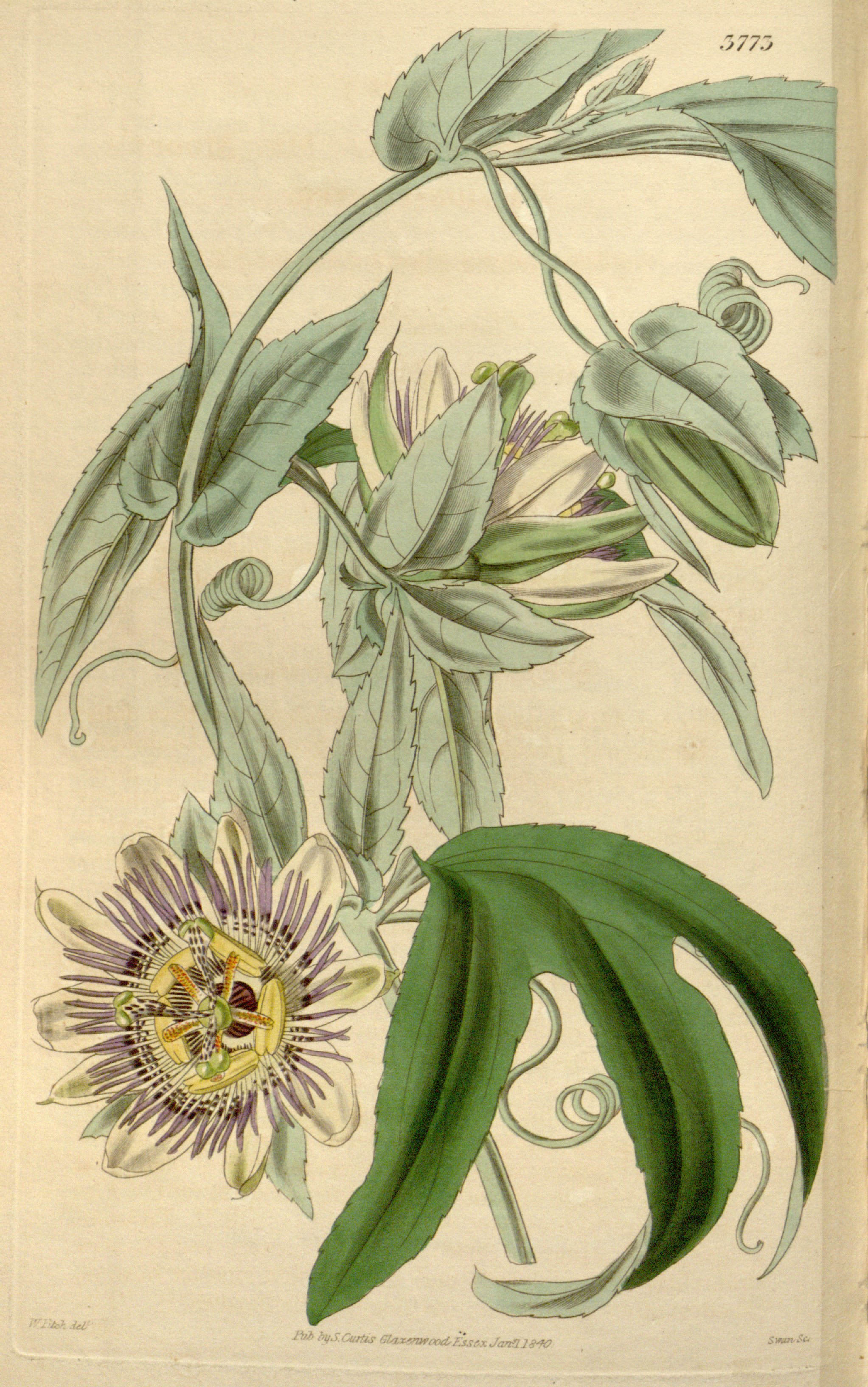